# ولادیمیر کساتوف
ولادیمیر کساتوف (روسی: Владимир Афанасьевич Касатонов؛ ۲۱ ژوئیهٔ ۱۹۱۰ – ۹ ژوئن ۱۹۸۹) فرد نظامی اهل اتحاد جماهیر شوروی سوسیالیستی بود.
وی همچنین برندهٔ جوایزی همچون نشان پرچم سرخ، مدال دفاع از لنینگراد، قهرمان اتحاد شوروی، نشان انقلاب اکتبر، نشان ناخیموف، نشان لنین، و مدال دفاع از مسکو شده‌است.